# José Ramón Gallego Souto
José Ramón Gallego Souto (Durango, 7 d'agost de 1959) és un exfutbolista basc, que ocupava la posició de migcampista.

## Trajectòria
Després de sobresortir a la Cultural de Durango, fitxa per l'Athletic Club el 1979. Eixa campanya inicia al filial, encara que hi debutarà a primera divisió amb els de San Mamés, jugant set partits de la màxima categoria.
Passa la 80/81 al Córdoba CF, i de nou a l'Athletic, el migcampista esdevé un dels futbolistes claus de l'Athletic de Bilbao de la dècada dels 80. Entre 1981 i 1991 disputa 252 partits de Lliga, així com 6 de Copa d'Europa i 15 de la Copa de la UEFA. Va ser titular fins a 1987, quan comença a minvar la seua aportació, tot i que jugant força partits cada any.
Amb l'Athletic va guanyar dues Lligues (82/83 i 83/84), una Copa del Rei (1984) i una Supercopa d'Espanya (1984).
Es va retirar el 1992, després d'haver disputat la darrera campanya al Deportivo Alavés.